# Randolph West
Randolph West (* 7. August 1890 in Princeton; † 20. Mai 1949) war ein US-amerikanischer Hämatologe.

## Leben
Nach Abschluss des Medizinstudiums an der Columbia University kehrte er nach dem Kriegsdienst als Assistenzarzt an das Presbyterian Hospital in New York zurück und blieb der Columbia University als akademischer Lehrer und Wissenschaftler verbunden. Zusammen mit dem Chemiker Henry Drysdale Dakin beschrieb er 1928 die Dakin-West-Reaktion.
Sein wissenschaftliches Interesse galt weiterhin den Anämien und hier insbesondere der perniziösen Anämie. Aus einer Kooperation mit dem bei dem Pharmaunternehmen Merck angestellten Biochemiker Karl August Folkers sollte später die Entdeckung des Vitamin B12 hervorgehen.
West starb plötzlich und unerwartet an einem Herzleiden. Posthum wurde ihm der erste "Joseph Goldberger Award" der amerikanischen Nutrition Foundation verliehen.